# Meeder
Meeder là một đô thị ở huyện Coburg bang Bayern nước Đức. Đô thị Meeder có diện tích 79,59 km², dân số thời điểm ngày 31 tháng 12 năm 2006 là 4005 người.